# Simoedosauridae
Los simoedosáuridos (Simoedosauridae) son una familia de diápsidos arcosauromorfos coristoderos que vivieron desde mediados del período Cretácico, en el Aptiense, al Eoceno, a mediados del Paleógeno, hace aproximadamente entre 125 a 55 millones de años. Sus fósiles se encontraron en Asia y Norteamérica. Su nombre fue propuesto por Lemone 1884.